# Сан Мартино ин Олца (Пјаченца)
Сан Мартино ин Олца је насеље у Италији у округу Пјаченца, региону Емилија-Ромања.
Према процени из 2011. у насељу је живело 73 становника. Насеље се налази на надморској висини од 48 м.